# November 1995
Portal Geschichte | Portal Biografien | Aktuelle Ereignisse | Jahreskalender | Tagesartikel

◄ |
19. Jahrhundert |
20. Jahrhundert
| 21. Jahrhundert

◄ |
1960er |
1970er |
1980er |
1990er
| 2000er | 2010er | 2020er | ►

◄ |
1991 |
1992 |
1993 |
1994 |
1995
| 1996 | 1997 | 1998 | 1999 | ►

◄ |
August 1995 |
September 1995 |
Oktober 1995 |
November 1995 |
Dezember 1995 |
Januar 1996 |
Februar 1996 |
►
Dieser Artikel behandelt aktuelle Nachrichten und Ereignisse im November 1995.

## Tagesgeschehen

### Mittwoch, 1. November 1995
- Bonn/Deutschland: Der Ministerpräsident von Bayern Edmund Stoiber (CSU) tritt sein Amt als Präsident des Bundesrates an.[1]

### Samstag, 4. November 1995
- Tel Aviv/Israel: Nach der heutigen Ermordung des Ministerpräsidenten Jitzchak Rabin (Arbeitspartei) auf einer Friedenskundgebung rückt dessen Parteikollege und ehemalige israelische Ministerpräsident Schimon Peres vorübergehend in die Position des Regierungschefs. Rabin sagte in seiner letzten Rede: „Ich möchte gerne jedem […] danken, der heute hierher gekommen ist, um für Frieden zu demonstrieren.“[2]

### Sonntag, 5. November 1995
- Ankara/Türkei: Die Große Nationalversammlung spricht der Übergangsregierung unter Führung von Tansu Çiller (Partei des rechten Weges) das Vertrauen aus, bis eine neue Regierung nach der Parlamentswahl im kommenden Monat gebildet sein wird.[3]
- Teheran/Iran: Präsident Ali Hāschemi Rafsandschāni bezeichnet die gestrige Ermordung des israelischen Ministerpräsidenten Jitzchak Rabin als „Strafe Gottes“ für Israel.[4]
- Tiflis/Georgien: Aus der ersten Wahl des Staatspräsidenten der zweiten Republik geht der ehemalige Außenminister der Sowjetunion und amtierende georgische Staatsratsvorsitzende Eduard Schewardnadse als Sieger hervor.[5]

### Montag, 6. November 1995

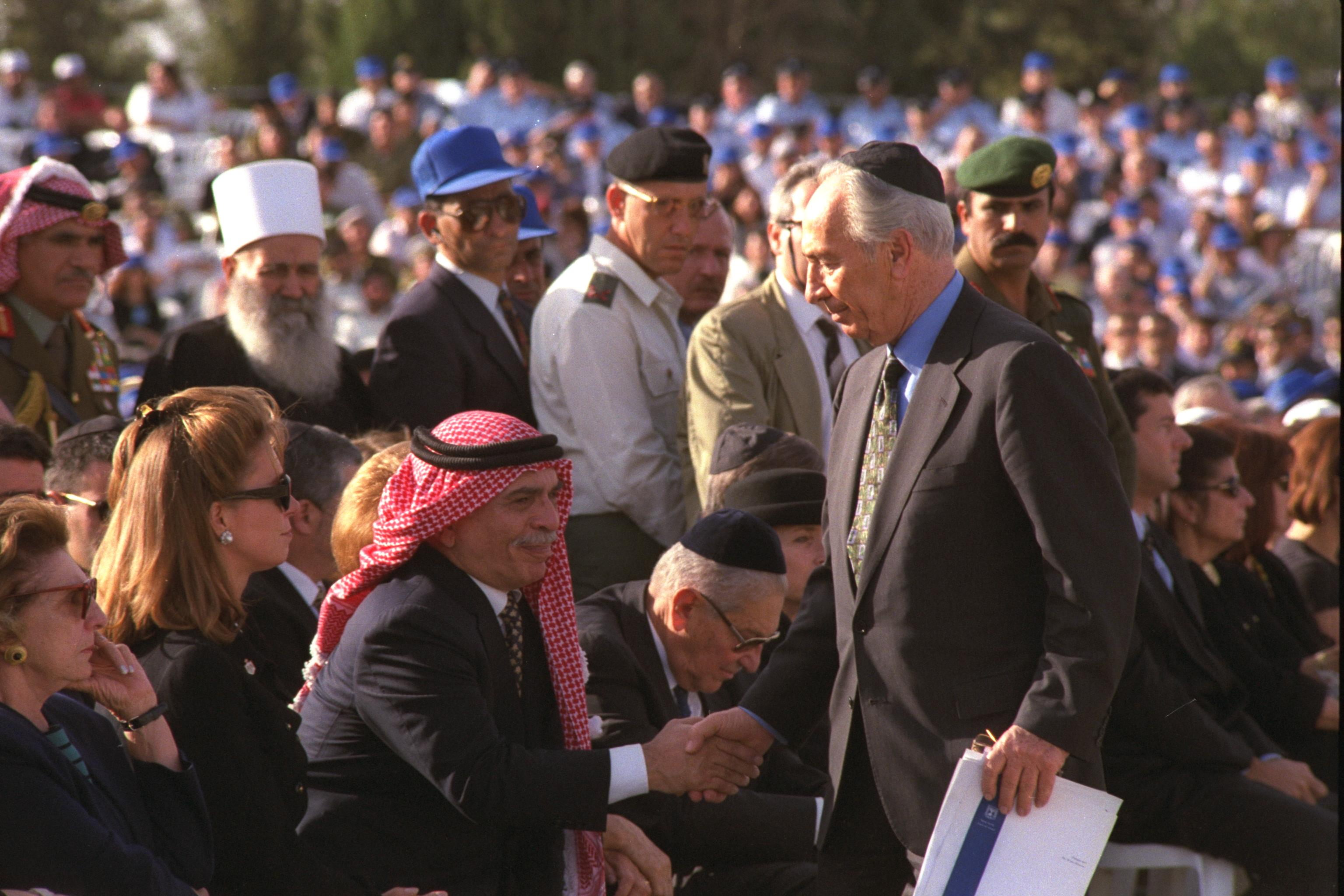
Jitzchak Rabins Beerdigung: Interimsministerpräsident Schimon Peres (rechts) begrüßt Hussein I.

- Antananarivo/Madagaskar: Der Komplex des ehemaligen Königspalastes brennt bis auf die Fassaden weniger Steinbauten nieder. Das Hauptgebäude der „Rova“ genannten Anlage weist große Schäden im Inneren auf, es entgeht aber der völligen Vernichtung.[6]
- Jerusalem/Israel: Die Trauerfeier für den am 4. November getöteten Ministerpräsidenten Jitzchak Rabin von der Arbeitspartei besuchen neben mindestens 100.000 Zivilisten u. a. der jordanische König Hussein I. und der ägyptische Präsident Husni Mubarak. Die Führungsperson der Palästinensischen Befreiungsorganisation (PLO) Jassir Arafat war ebenfalls geladen, doch die PLO sagte dessen Besuch „aus Sicherheitsgründen“ ab.[7]

### Donnerstag, 9. November 1995
- Straßburg/Frankreich: Die Ukraine und die Republik Mazedonien treten als 37. und 38. Mitgliedstaat dem Europarat bei. Wegen des Konflikts über den mazedonischen Landesnamen mit Griechenland trägt der Staat im Europarat die Bezeichnung „Ehemalige jugoslawische Republik Mazedonien“.[8][9]

### Dienstag, 14. November 1995

Emblem des US-Finanzministeriums

- Washington, D.C./Vereinigte Staaten: Der ungelöste Streit um die Finanzierung von Medicare und anderer staatlicher Vorhaben führt zum Government Shutdown. Dem Finanzministerium liegt kein bewilligter Budgetplan für 1996 vor, so dass der Staat die Erfüllung seiner Aufgaben und Dienstleistungen auf ein Minimum reduzieren muss.[10]

### Donnerstag, 16. November 1995
- Mannheim/Deutschland: Auf dem SPD-Parteitag entscheiden die Delegierten in einer Kampfabstimmung zwischen Rudolf Scharping und Oskar Lafontaine darüber, wer der Partei vorsitzen soll. Scharping, der das Amt 1993 nach einer Mitgliederbefragung übernahm, unterliegt dabei Lafontaine, der ihm bei der Bundestagswahl 1994 den Vortritt als SPD-Spitzenkandidat lassen musste.[11]

### Sonntag, 19. November 1995

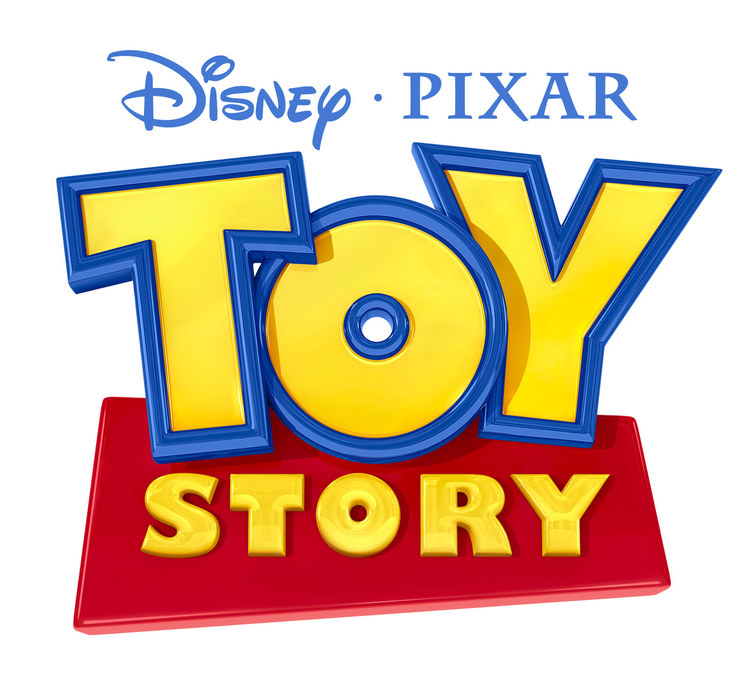
Der erste Kinofilm der Pixar Animation Studios

- Los Angeles/Vereinigte Staaten: Der weltweit erste vollständig computeranimierte Langfilm für das Kino wird uraufgeführt. Die Pixar Animation Studios produzierten den Film Toy Story im Auftrag der Walt Disney Company.[12]
- Ōsaka/Japan: Der siebte Gipfel der Asiatisch-Pazifischen Wirtschaftsgemeinschaft APEC beginnt. Es soll eine Agenda verabschiedet werden, um Staatsangehörigen und Firmen aus den Mitgliedsländern finanzielle Investitionen in den anderen assoziierten Staaten zu erleichtern. Das Fernziel ist eine Freihandelszone.[13]
- Warschau/Polen: In der Stichwahl der Präsidentschaftswahl unterliegt der parteilose Amtsinhaber Lech Wałęsa knapp dem Kandidaten Aleksander Kwaśniewski von der Sozialdemokratischen Partei, welche in Nachfolge der langjährigen sozialistischen Regierungspartei Vereinigte Arbeiterpartei steht.[14]

### Montag, 20. November 1995
- Athen/Griechenland: Der 76-jährige Ministerpräsident Andreas Papandreou, Gründer der regierenden Panhellenischen Sozialistischen Bewegung, wird u. a. wegen Nierenversagens in ein Krankenhaus eingeliefert.[15]
- Bukarest/Rumänien: Im Zuge der marktwirtschaftlichen Reformen in Rumänien nach der Regierungszeit der Kommunistischen Partei nimmt die Bukarester Börse den Handel mit Wertpapieren wieder auf.[16]

### Dienstag, 21. November 1995
- New York/Vereinigte Staaten: Der Aktienindex Dow Jones Industrial Average notiert zum Ende des Handelstags bei circa 5.024 Indexpunkten. Zum ersten Mal seit seiner Einführung gegen Ende des 19. Jahrhunderts erreicht er einen Tageswert jenseits von 5.000 Punkten. Der Wert der gelisteten Aktien verfünffachte sich in den letzten 23 Jahren.[17]

### Donnerstag, 23. November 1995
- Tiflis/Georgien: Mit finanzieller Unterstützung des Unternehmers Bidsina Iwanischwili wird das Fundament für die künftig größte Kathedrale des Landes errichtet. Die Sameba-Kathedrale soll die zentrale Stätte der Georgischen Orthodoxen Apostelkirche werden und ist in den Augen ihrer Befürworter das „Symbol der nationalen und religiösen Wiedererstehung“.[18]

### Freitag, 24. November 1995
- Tallinn/Estland: Estland stellt bei der Europäischen Union (EU) einen Antrag, über den Beitritt des Landes zur EU zu verhandeln.[19]

### Montag, 27. November 1995
- Berlin/Deutschland: Autor Karlheinz Weißmann, ein Vertreter der Neuen Rechten, sorgt mit dem Literatur-Band „Der Weg in den Abgrund“ aus der Reihe Propyläen Geschichte Deutschlands für einen Eklat. Die Herausgeber um Historiker Dieter Groh möchten ihre Namen wegen „eindeutiger Rechtslastigkeit“ der Schilderungen aus dem Band entfernen lassen. Sie betonen, dass sie von Weißmanns Engagement bislang nichts wussten.[20]
- München/Deutschland: Der Landesverband Bayern e. V. im Börsenverein des Deutschen Buchhandels und die Stadt München verleihen den Literaturpreis Geschwister-Scholl-Preis an die Tagebuch-Sammlung Ich will Zeugnis ablegen bis zum letzten des deutschen Romanisten Victor Klemperer, der die Herrschaft der Nationalsozialisten überlebte, weil er als Jude mit einer so genannten „arischen Frau“ verheiratet war, die an seiner Seite blieb und mit Klemperer bis zu den Luftangriffen auf Dresden im Februar 1945 in einem so genannten „Judenhaus“ wohnte.[21]

### Dienstag, 28. November 1995
- Barcelona/Spanien: Die Außenminister der Europäischen Union und die Staaten Ägypten, Algerien, Israel, Jordanien, Libanon, Syrien, Malta, Marokko, Tunesien, Türkei, Zypern sowie eine Delegation der Palästinensischen Autonomiegebiete vereinbaren die Euro-mediterrane Partnerschaft zur „Schaffung eines Raumes des Friedens, der Stabilität und des gemeinsamen Wohlstands“ rund um das Mittelmeer.[22]
- Tokio/Japan: Ajax Amsterdam aus den Niederlanden gewinnt das Spiel um den Fußball-Weltpokal für Vereinsmannschaften mit 4:3 im Elfmeterschießen gegen die Grêmio Foot-Ball Porto Alegrense aus Brasilien.[23]

### Mittwoch, 29. November 1995
- Laon/Frankreich: In der Kleinstadt Laon in Nordfrankreich wird das Eurokorps für einsatzbereit erklärt. Das gemeinsame Korps der Staaten Belgien, Deutschland, Frankreich und Spanien soll deren militärische Handlungsfähigkeit erhöhen. Sein Kommandierender General ist Helmut Willmann, zum Sitz des Hauptquartiers wurde Straßburg bestimmt.[24]